# Anna Czapska

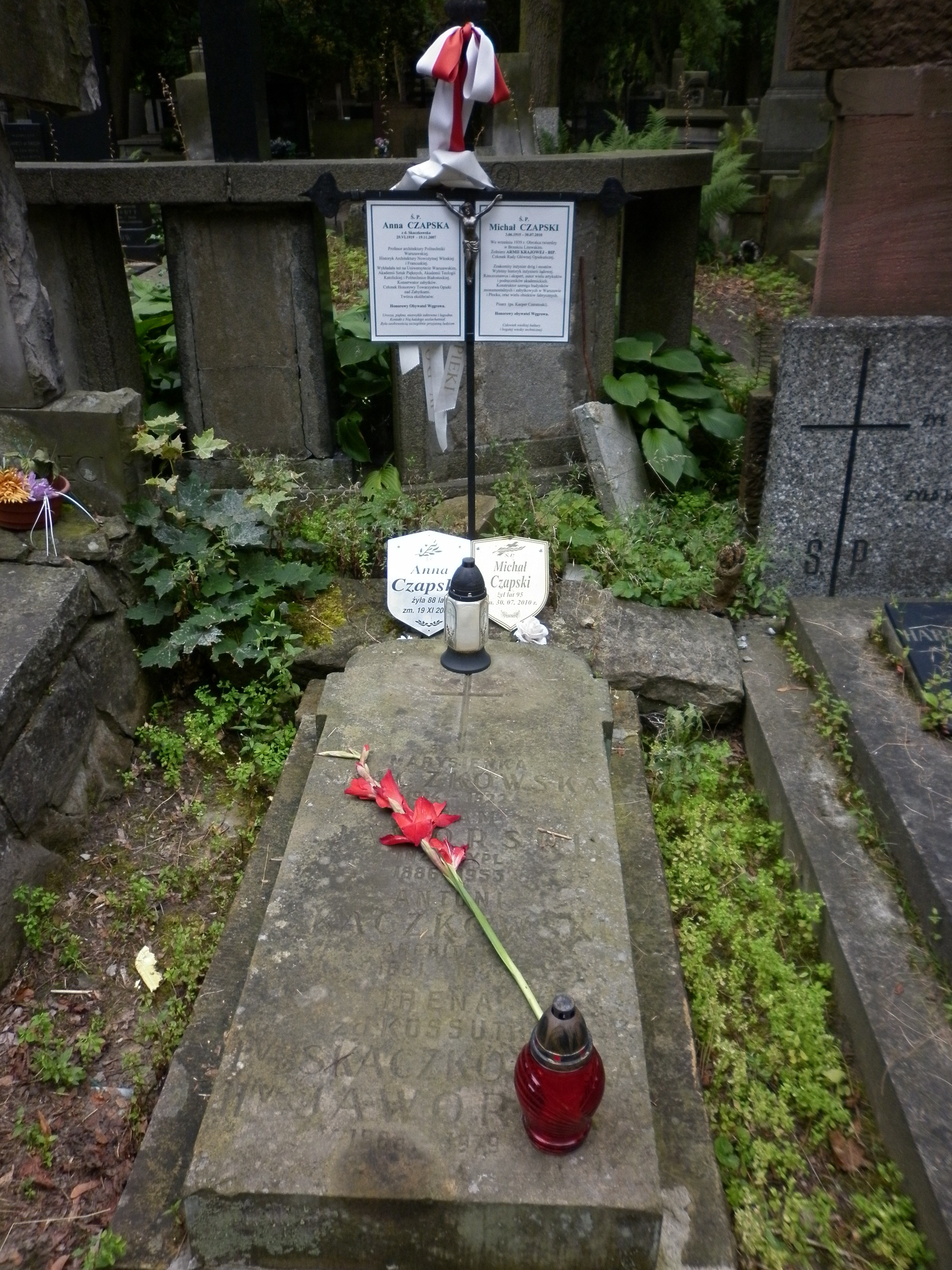
La Tumba De Ana Czapskiej

Anna Czapska (Varsovia, 29 de junio de 1919  - Varsovia, 19 de noviembre de 2007) – profesora de arquitectura en la Universidad Tecnológica de Varsovia, miembro Honorario Sociedad para la Protección de los Monumentos, creadora ex libris.

## Escuela y estudios
Su padre fue Antoni Skaczkowski, arquitecto, y su madre Irena de Kossuth. Realizó sus estudios de secundaria en el Gimnazjum Z. Sierpińskiej en Varsovia, donde se graduó en 1938. En el año académico 1938-1939 se incorporó a la Facultad de Arquitectura de la Universidad Tecnológica de Varsovia y al mismo tiempo estudió en la Escuela de Bellas Artes W. Gerson dibujo y diseño gráfico. Durante la ocupación alemana, se graduó en la escuela Noakowskiego y fue a la Facultad de Arquitectura de la Universidad Politécnica clandestina.  Desde 1945, trabajó en la Oficina para la Reconstrucción de la Capital (BOS), para la reconstrucción del palacio Lazienki, mientras que al mismo tiempo completó sus estudios en la Facultad de Arquitectura de la Universidad Tecnológica de Varsovia. Obtuvo la licenciatura con el profresor Bohdan Pniewski en 1948.

## Trayectoria
En 1948, Czapska empezó a trabajar en la Facultad de Arquitectura de la Universidad Tecnológica de Varsovia como adjunta del profesor Lech Niemojewski en la Cátedra de Historia de la Arquitectura Moderna. En 1963 defendió su doctorado bajo la dirección del profesor Piotr Biegański, en 1971 recibió la habilitación, en 1983 Czapska recibió el título de profesora. Desde 1974 fue directora adjunta del Instituto de Arquitectura de Desarrollo de terrenos y posteriormente su directora hasta 1989.  Anna Czapska se dedicó a dar conferencias sobre Historia de la arquitectura moderna italiana y francesa e impartía cursos y doctorados en el campo de la conservación de monumentos. Al mismo tiempo enseñaba en la Universidad de Varsovia en el Departamento de Historia del Arte (1956-1970), en la Academia de Bellas Artes (ASP) de Varsovia, en la Academia de Teología Católica (ATK) y en la Facultad de Arquitectura de la Universidad Técnica de Bialystok.
En 1961 estudió en Italia en la Universidad para Extranjeros de Perugia. Realizó numerosos viajes de estudios al extranjero.
Atender el mantenimiento de monumentos históricos durante 20 años de arquitectura en el Voivodato de Podlaquia, cuya capital es Bialystok, le llevó a la publicación de muchos trabajos sobre este tema. Czapska diseñó adaptaciones de varias casas del casco antiguo de Varsovia (1948).  También diseñó pequeñas formas arquitectónicas como capillas, lápidas, interiores o fijación duraderas ruinas. Trabajó activamente en la Asociación de Arquitectos de Polonia, hasta 1980. Llevó la sección de Conservación..
Fue enterrada en elCementerio Powązki en Varsovia (kw. 211-IV-26).

## Publicaciones
Publicación de libros:
- "Húngaros" Editorial "Arcade" de 1959.
- "Neoclasicismo en la arquitectura europea" PWN 1970
- Libros de texto para los estudiantes de la Facultad de Arquitectura de la Universidad Tecnológica de Varsovia entre los años 1972-1991

Más de 100 publicaciones en revistas profesionales:
- "Revista trimestral de la Arquitectura y el Urbanismo"
- "La Protección de Los monumentos"
- "El encuentro con los Monumentos"
- "Anuario de Bialystok"
- "La Tierra Mazowiecka"
- "Białostocczyzna"
- "Los ingenieros polacos del siglo XIX y XX"

## Actividades no profesionales
A partir de 1963, la doctora en filosofía Anna Czapska se ocupaba del diseño ex libris, a lo largo de los años ha creado más de 500 técnicas de trazos, pluma, tinta y duplicado un método tipográfico. Los expuso en numerosas exposiciones individuales y colectivas, entre otros, en la Asociación de Arquitectos Polacos (SARP), desde 1980 en cada exposición anual colectiva "Al aire libre", en el Palacio de la cultura, en el Club "movimiento" en Varsovia y en el extranjero en París, Venecia, Edimburgo desde 1998. En distintos ciclos, como por ejemplo. en el Día de la Mujer, en el del niño, signos del zodiaco, el Consejo de la Facultad de arquitectura para arquitectos miembros en PW ex libris y muchos otros. De particular importancia fueron las exposiciones en Węgrów y Tykocin en 1989. En el Club Internacional del Libro y de la Prensa, y en el SARP en 1996. y 2006. Casi 10 ex libris se establecieron en 1999. Especialmente para la exposición individual en la Galería Widzew ex libris en Lodz , "miembros ex libris en Tönz," hechas para los miembros y activistas de la sociedad para la protección de monumentos en Lodz.
Anna Czapska perteneció a la Sociedad para la Protección de Monumentos (TOnZ) desde su creación, en muchos mandatos fue un miembro de la Junta TOnZ. La Asamblea General de Delegados de TOnZ en 1998 le otorgó a la Doctora Anna Czapską la dignidad de Miembro Honorario.

## Premios, honores, condecoraciones
- Orden de Polonia Restituta.
- Cruz de Oro del Mérito.
- Insignia de oro de la Conservación.[1]